# Juden in Afghanistan
Juden lebten seit der Antike in Afghanistan, aber die Gemeinde verkleinerte sich aufgrund von Verfolgung und Auswanderung erheblich. 2021 verließ der letzte Jude das Land. Jüdisch-afghanische Gemeinden bestehen zumeist in Israel, den USA und Europa.

## Geschichte
Wahrscheinlich reicht die Geschichte der Juden Afghanistans 2500 Jahre zurück bis hinein in das babylonische Exil 598 v. Chr. und die persische Eroberung Baktriens im Jahr 538 v. Chr.
Erwähnungen einer  jüdischen Bevölkerung in Afghanistan gehen auf das 7. Jahrhundert, die Zeit der arabischen Eroberung, zurück. Die Araber zwangen die Juden, zum Islam überzutreten. Felsinschriften in hebräischen Buchstaben auf der Seidenstraße zwischen Herat und Kabul werden auf das Jahr 750 n. Chr. datiert. 
Im Jahre 1080 erwähnte der spanisch-jüdische Moses ibn Esra 40.000 an Ghazni tributpflichtige Juden und Benjamin von Tudela erwähnte in seinem Reisebericht im 12. Jahrhundert 80.000 Juden.
Im Verlauf der Invasion Dschingis Khans 1222 verkleinerte sich die Zahl der zunehmend isolierten jüdischen Gemeinden. Erst 1839 wuchs die Bevölkerung wieder an durch eine Flüchtlingswelle aus der iranischen Stadt Mesched nach Herat und erreichte die Größe von etwa 40.000.
Seit 1870 waren die Juden Verfolgungen durch afghanische Behörden ausgesetzt, die sie zu vertreiben suchten. Im Jahre 1876 revoltierten die usbekischen Stämme gegen die afghanischen Herrscher von Maimana, und dreizehn Juden aus den Reihen der Gemeindeführung wurden von Afghanen, die die Stadt belagerten und wieder unter ihre Kontrolle bringen wollten, ermordet. Der Tag dieses Massakers wurde ein Trauer- und Gedenktag innerhalb der jüdischen Gemeinschaft.
Bis 1948 verließen etwa 5000 Juden trotz eines Verbotes das Land. Nachdem ihnen 1951 die Auswanderung gestattet worden war, zogen die meisten nach Israel. Bis 1969 blieben noch etwa 300 in ihrer Heimat. Von ihnen emigrierten die meisten mit der Sowjetische Intervention in Afghanistan im Jahr 1979, so dass 1996 zehn afghanische Juden verblieben, die meisten von ihnen in Kabul. Viele Juden waren gezwungen, ihre Identität versteckt zu halten. 
Während der Herrschaft der Taliban bis 2002 lebten nur noch zwei Juden im Land: Zebulon Simentov, geboren 1960, und der rund 35 Jahre ältere Isaak Levi. Das konfliktgeladene Verhältnis zwischen Simentov und Levy wurde, angeregt durch die Nachrichtenmeldungen der die US-Truppen begleitenden Reporter während der Operation Enduring Freedom, zur Vorlage für zwei Theaterstücke: The last two Jews of Kabul (Die letzten beiden Juden von Kabul) des Dramatikers Josh Greenfeld wurde 2002 in New York aufgeführt und die britische Tragikomödie My brother’s keeper von Michael Flexer 2006.
Isaak Levi starb Mitte Januar 2005, Simentov verließ das Land nach dem Vormarsch der Taliban von 2021 am 7. September 2021.

## Die verlorenen Stämme
Zahlreiche muslimische sowie einige jüdische Gelehrte sind überzeugt, die Mehrheit der Afghanen, nämlich das Volk der Paschtunen oder zumindest einige seiner Stämme seien Nachkommen der exilierten verlorenen Stämme Israels. Sie zitieren als Beweis für diese Behauptung mündliche Traditionen und die Namen der verschiedenen Stämme, die den Namen der vor 2700 Jahren aus Assyrien verbannten Stämme ähneln wie Rabani (Ruben), Jadschi (Gad), Schinvari (Simeon), Afridi (Efraim), Dschamschidi (Manasse) und der Pathanenstamm, der eine Abstammung von König Saul behauptet. 
Andere Hinweise auf eine israelische Bevölkerung in Afghanistan gehen auf das 7. Jahrhundert zurück, wo das Taaqati-Nasiri ein Volk erwähnt, die Bani Israel, das in Ghor ansässig war. Nach einer paschtunischen Legende wohnten hier Nachkommen der zehn verlorenen Stämme Israels. Es wird angenommen, dass  der Name Kabul „von Kain und Abel“ und der Name Afghanistan von Afghana, einem Enkel König Sauls, abstammt.
Diese Behauptung wurde jedoch durch einen Gentest nicht bestätigt, der an einer kleinen, nicht näher beschriebenen Gruppe von Paschtunen, die in Indien lebt, durchgeführt wurde. Es ließ sich keine nennenswerte Verbindung zwischen Juden und Paschtunen nachweisen. Noch wird das Paschtu ins Feld geführt, wenn eine hebräische Herkunft belegt werden soll. 
Man könnte schlussfolgern, diese Ansprüche wären in der Folge der Islamisierung Afghanistans unter den Paschtunen entstanden. So wird vermutet, viele Stämme hätten eine jüdische Nachkommenschaft gleichsam konstruiert, um sich den einflussreichen Völkern gleichzustellen, die der Koran erwähnt wie Juden, Griechen (siehe Alexander im Koran) und Araber, zu denen man Kontakte unterhielt, doch offenbar schwand deren genetischer Beitrag in der Bevölkerung, statt die Demographie Afghanistans grundlegend zu verändern.

## Afghanische Juden heute
Im Jahr 2008 lebten mehr als 20.000 Juden afghanischer Herkunft in Israel.  Die nächstgrößere afghanisch-jüdische Bevölkerungsgruppe mit ca. 200 Familien lebt in New York City, in den Stadtteilen Flushing, Forest Hills, Jamaica oder Queens. Daneben gibt es kleinere Gruppen in Großbritannien und anderen europäischen Ländern.
Rabbi Jacob Nasirov ist Leiter der jüdisch-orthodoxen Gemeinde von Anshei Shalom, der einzigen afghanischen Synagoge der Vereinigten Staaten. Ihre Mitglieder haben Wurzeln nicht nur in Afghanistan, sondern auch im Jemen, Syrien, Russland, Irak, Marokko und Libanon.